# Amalner

Amalner är en stad i delstaten Maharashtra i västra Indien. Den är distriktet Jalgaons fjärde största stad och hade 95 994 invånare vid folkräkningen 2011. Amalner är administrativ huvudort för en tehsil (en kommunliknande enhet) med samma namn som staden.